# Tiefwasser-Stachelrochen
Der Tiefwasser-Stachelrochen (Plesiobatis daviesi) ist eine Rochenart aus der Ordnung Myliobatiformes. Er ist die einzige Art der monotypischen Familie Plesiobatidae.
Der Lebensbereich der Tiefwasser-Stachelrochen befindet sich in einer Tiefe von 44 bis über 900 m. Man findet sie über weichem Untergrund, wo sie sich von kleinen Fischen, Krabben, Garnelen und Langusten sowie Tintenfischen und polychaeten Würmern ernähren.
Ihr Verbreitungsgebiet ist der Indische Ozean zwischen der südostafrikanischen Küste (Südafrika und Mosambik) und Südindien sowie der Pazifische Ozean zwischen Indien im Westen und den Philippinen im Osten, zwischen Japan im Norden und Australien im Süden. Im Jahre 2003 wurden bei einer Expedition zur Erforschung untermeerischer Canyons vor Hawaii auch Exemplare von Plesiobatis daviesi in einer Tiefe von 650 m beobachtet. Im August 2016 konnte in einer Tiefe von 929 m in der Nähe von Wake ebenfalls ein Exemplar gesichtet werden. Bevorzugt werden also die Meere im indo-pazifischen Raum zwischen 33° nördlicher Breite und 33° südlicher Breite.
Wegen seiner Lebensweise in tiefen und schwer zugänglichen Zonen des Kontinentalschelfs ist die Lebensweise des Tiefwasser-Stachelrochens noch wenig erforscht. Künftige Tiefwasserexpeditionen werden in diesen Lebensräumen noch viele bisher unbeschriebene Lebewesen entdecken, darunter vielleicht auch weitere Arten der Familie der Tiefwasser-Stachelrochen.